# Биг-Бьютт-Крик
Биг-Бьютт-Крик (англ. Big Butte Creek) — ручей длиной 19 км, приток реки Рог в штате Орегон, США. 

## Описание
Водосборный бассейн составляет около 635 км² округа Джэксон. Два его рукава, Северный и Южный, берут начало высоко в Каскадных горах, недалеко от горы Маклафлин. Текущие преимущественно на запад, они сливаются недалеко от города Бьютт-Фолс. Главный поток течёт в основном на северо-запад, пока не впадает в реку Рог около Маклеода, примерно в одной миле к юго-западу от плотины Уильяма Л. Джесса и озера Лост-Крик.
Водосборный бассейн ручья Биг-Бьютт-Крик изначально был заселён людьми более 8000 лет назад, а в исторические времена — индейскими племенами кламатов, верхними ампкуа и такелма. В ходе войн на реке Рог в 1850-х годах большинство коренных американцев были либо убиты, либо согнаны в индейские резервации. Первые белые поселенцы прибыли сюда в 1860-х годах и назвали ручей в честь Сноуи-Бьютт, раннего названия горы Маклафлин. В конце XIX века бассейн ручья в основном использовался для сельского хозяйства и лесозаготовок. Небольшой город Бьютт-Фолс был инкорпорирован в 1911 году и до сих пор остаётся единственным зарегистрированным муниципалитетом в границах бассейна ручья.
Источники Биг-Бьютт, расположенные в бассейне, обеспечивают чистой питьевой водой более 115 000 жителей долины Рог. Они выбрасывают более 98 млн. л воды в день. Вода из ручья Биг-Бьютт-Крик также отводится для орошения в нескольких других местах.
Качество воды в бассейне Биг-Бьютт-Крик в целом высокое, в ней обитают несколько видов форели и лосося. В бассейне ручья также обитает более 152 видов птиц, 63 вида млекопитающих, 19 видов рептилий и произрастает множество растений. В 1995 году Бюро землепользования присвоило региону Поверти-Флэтс статус «Зоны критической экологической опасности» с целью защиты нескольких редких видов растений.

## История

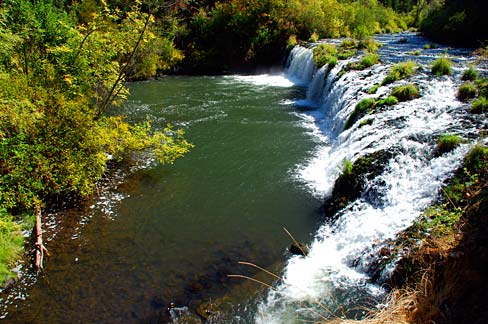
Водопады Бьютт, расположенные на южном рукаве ручья Биг-Бьютт.

Люди живут в районе Биг-Бьютт-Крик уже по крайней мере 8000 лет. Племена коренных американцев кламатов, верхних ампкуа, такелма и латгава населяли водосборный бассейн, пока не были изгнаны в ходе Войн на реке Рог в 1850-х годах . В канун Рождества, 24 декабря 1855 года, капитан Э. А. Райс вместе с 34 другими мужчинами напал на лагерь коренных американцев недалеко от устья ручья. Восемнадцать мужчин-индейцев были убиты, все женщины и дети были схвачены, а лагерь сожжён дотла. Большинство из них были переселены в индейские резервации. Некоренные поселенцы впервые прибыли в начале 1860-х годов, и сельское хозяйство, скотоводство и лесозаготовительная промышленность стали здесь быстро развиваться . Биг-Бьютт-Крик был назван первыми поселенцами из-за его близкого расположения к горе Маклафлин (также известной как Сноуи-Бьютт), как и близлежащий Литл-Бьютт-Крик.
В 1904 году в Бьютт-Фолс была построена лесопилка, работающая на воде. Город Бьютт-Фолс был основан в 1906 году и получил статус города в 1911 году  . В 1910 году Тихоокеанская и Восточная железная дорога была построена до Бьютт-Фолс . Бьютт-Фолс также получил права на воду в Джинджер-Спрингс, что обеспечивает город высококачественной питьевой водой .
Пожар на горе Кэт-Хилл уничтожил 30 000 акров (120 км2) леса на пике Растлера в 1910 году . В 1915 году был построен оросительный канал Игл-Пойнт, перекачивающий около 100 м³/сек   воды для орошения в водоразделе Литл-Бьютт-Крик . Канал начинается чуть ниже водопада Бьютт. Рыбоводческий завод Бьютт-Фолс также был построен в 1915 году . Первоначально инкубаторий забирал воду из ручья Джинджер-Крик, однако в 1923 году был построен канал, пропускающий 15,5 м³/сек воды из южного рукава ручья Биг-Бьютт-Крик  .

### Комментарии
1. ↑  Бьютт (фр. butte) — изолированный холм с крутыми склонами и сравнительно небольшой вершиной